# Disponibile anche in mogano
Disponibile anche in mogano è il primo album in studio del gruppo musicale italiano Rovere, pubblicato il 29 marzo 2019 da Sony Music Italia; vede la collaborazione di Riccardo Zanotti dei Pinguini Tattici Nucleari e Giorgio Patelli.

## Tracce
1. Caccia militare – 3:11
2. Tadb – 3:09
3. Soli come a bologna – 3:22
4. Peter pan – 3:00
5. Sport (feat. Riccardo Zanotti) – 3:46
6. Conforto – 2:09
7. Silenzio – 3:28
8. Everest – 3:05
9. Primavera 80 – 3:00
10. La pioggia che non sapevo – 2:51

Durata totale: 31:01

## Formazione
- Nelson Venceslai – voce
- Luca Lambertini – chitarra
- Lorenzo Stivani – tastiere, sintetizzatore, percussioni